# Guy VI de Thiers
Pour les articles homonymes, voir Thiers.
Guy VI de Thiers ou Guy VI de Thiern né vers 1175 et mort en 1236 est vicomte de Thiers.

## Biographie
Son règne local et sa politique matrimoniale s'inscrivent dans celle de l'aristocratie auvergnate de la fin du XIIe siècle et qui montre un rapprochement avec la noblesse et les fiefs de Bourgogne. Il épouse Clémence de Courtenay en 1213, la sœur de Pierre II de Courtenay et il devient ainsi le beau-frère de l'empereur latin de Constantinople de 1216 à 1219, et la fille de Pierre Ier de Courtenay, lui-même fils du roi de France Louis VI. Ils ont ensemble deux enfants : Guy VII qui devient vicomte de Thiers et épousera Marquise, la fille du comte de Forez Guigues III, et Étienne, qui deviendra par son mariage seigneur de Vollore.
Le début du XIIIe siècle est autour de Thiers une période de conflit. La maison de Beaujeu revendique la ville et sa région, ce qui engendre un casus belli avec le comte Guy II d'Auvergne mais également avec Guigues III de Forez. Les comtes d'Auvergne et de Forez font alors alliance pour combattre les velléités beaujolaises. Les accords sont scellés par une série de mariages. Vassal du comte d'Auvergne, Guy VI de Thiers doit marier son fils, futur Guy VII avec Marquise, la fille du comte Guigues III de Forez. De son côté, le fils de Guigues s'engage à se marier avec la fille du seigneur de Thiers bien que ce deuxième projet restera caduc. Progressivement les maisons de Thiers et de Forez vont se rapprocher jusqu'à donner une fusion relative des deux familles.